# هنري لوغان (كرة سلة)
هنري لوغان (بالإنجليزية: Henry Logan)‏ مواليد 14 مارس 1946 في آشفيل، هو لاعب كرة سلة أمريكي. اختير من قبل فريق سياتل سوبرسونيكس خلال الدرافت. حمل الرقم 12. بلغ طوله 6 قدم 0 بوصة (1.8 م). حقق المركز الأول في دورة الألعاب الأمريكية 1967.

## الميداليات
| الميدالية | المسابقة                    |
| --------- | --------------------------- |
| ذهبية     | دورة الألعاب الأمريكية 1967 |

## روابط خارجية
- هنري لوغان على موقع سبورتس رفرنس (الإنجليزية)
- هنري لوغان على موقع ريلجم (الإنجليزية)
- هنري لوغان على موقع بروبوليرز (الإنجليزية)
- هنري لوغان على موقع قاعة كارولاينا الشمالية للمشاهير الرياضية (الإنجليزية)